# Сражение у горы Табор
Сражение у горы Табо́р (фр. bataille du Mont-Thabor) — сражение, произошедшее 16 апреля 1799 года (27 жерминаля VII года) в Ездрилонской долине, у подножия горы Фавор между французской армией и войсками Османской империи (так называемой «дамасской армией»).

## Предыстория
19 марта 1799 года французская армия осадила Акру. Согласно мемуарам Наполеона, ещё до начала похода в Сирию Порта готовила против французов две армии: одна из них формировалась на Родосе, другая — в Дамаске. Обе армии численностью по 50 000 человек должны были выступить одновременно в июне 1799 года и двигаться на Египет. После вторжения французов в Сирию планы турок изменились: дамасская армия должна была перейти Иордан как только родосская армия произведёт высадку непосредственно в Акре (что было возможно, так как английский флот после битвы при Абукире полностью господствовал на море). Таким образом, французская армия попала бы между двух огней. Однако, опасаясь скорого падения Акры, Джаззар-паша приказал дамасскому паше Абдалле (Абдулле), не дожидаясь прибытия родосской армии, перерезать коммуникации французов с Египтом.
Армия паши достигнув Иордана, заняла мост Иакова, авангард осадил форт Сафад. Сын паши стал лагерем на правом берегу, сам Абдалла с 25 000 человек — на левом берегу Иордана, охраняя брод. Генерал Мюрат выступил с колонной в составе 1000 человек всех родов войск, заставил противника снять осаду с Сафада, отбил мост Иакова, овладел лагерем сына паши. Оттуда Мюрат направился к Тиверии, которой и овладел. Ему достались богатые склады провизии, равной 6-месячной потребности французской армии. Генерал Жюно находился в Назарете. Жюно, взяв 400 человек, направился навстречу перешедшему Иордан авангарду Абдаллы (3000 человек), удерживая авангард в Ханаанской долине.
11 апреля к нему присоединился генерал Клебер с 2500 человек. Авангард паши к тому времени был увеличен до 7000 человек. Клебер, заняв позицию на высотах Лубии, разбил противника. 12 апреля Клебер, опасаясь быть отрезанным от Акры, отошёл к Назарету. Это дало возможность Абдалле переправить всю армию и стать лагерем на Ездрилонской равнине, присоединившись к наблусской дивизии, тем самым численность армии доведена до 24 000 человек. Но эта позиция лишала его прямой связи с Дамаском.
Клебер со своей дивизией планировал пройти между Иорданом и противником, отрезав его от Дамаска, с расчётом внезапно атаковать турецкий лагерь в 2 часа утра, о чём и проинформировал главнокомандующего. Согласно мемуарам Наполеона, получив сообщение от Клебера, он ясно увидел недостатки этого плана (противник к тому времени уже использовал другую операционную линию, местность была недостаточно разведана, надежда на возможность захватить противника врасплох была необоснованной). Опасность, в которой могла оказаться дивизия Клебера, могла подвергнуть опасности и всю французскую армию. В связи с этим Наполеон принял решение немедленно выступить (15 апреля в час пополудни) на помощь Клеберу, выделив для этой цели из состава осадной армии дивизию Бона, всю кавалерию, находившуюся в лагере, и резервную батарею.

## Ход сражения
16 апреля в 7 часов утра Клебер подошёл к лагерю противника. Неожиданной атаки не получилось: передовые посты турок были уничтожены, но в лагере поднялась тревога, и отряд Клебера был окружён на склоне горы Фавор (Табор). Для отражения превосходящих сил кавалерии противника французы построились двумя каре. Ожесточённое сражение длилось почти целый день; к 4 часам дня у французов начали истощаться боеприпасы, и Клебер приказал перестраиваться в колонну для прорыва.
В этот момент с севера показался Наполеон, за сутки прошедший 25 миль от Акры. Ездрилонская долина была покрыта высокой рожью, достигавшей 6 футов, поэтому Наполеону, построившему своих солдат в три полковые колонны, удалось скрытно приблизиться к противнику, отрезав ему путь отступления к Наблусу. Отряд в 300 человек напал врасплох на турецкий лагерь, разграбил его, захватил турецких раненых и поджёг палатки. После одновременной атаки двух французских отрядов и их соединения турецкая армия обратилась в бегство.

## Последствия
Турки потеряли несколько тысяч убитыми и утонувшими в Иордане (дожди подняли уровень воды и сделали переход вброд затруднительным) и несколько сотен пленными. В течение всего дня 17 апреля Клебер преследовал остатки дамасской армии, захватив богатую добычу. Таким образом, ценой небольших потерь угроза осаждающим Акру войскам со стороны дамасской армии была полностью устранена. У французов появилась реальная возможность захвата Дамаска (однако от этой идеи пришлось отказаться из-за недостатка сил).